# Mistrzostwa Europy w Lekkoatletyce 1966 – maraton mężczyzn

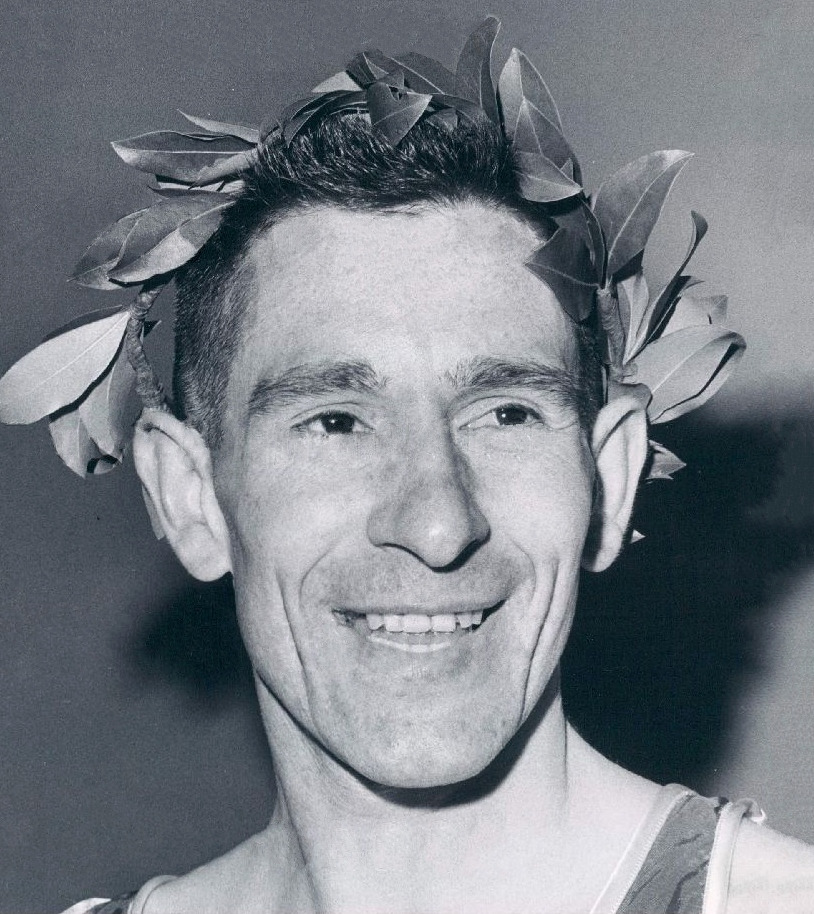
Aurèle Vandendriessche

Bieg maratoński mężczyzn był jedną z konkurencji rozgrywanych podczas VIII Mistrzostw Europy w Budapeszcie. Został rozegrany 4 września 1966 roku. Zwycięzcą tej konkurencji został reprezentant Wielkiej Brytanii Jim Hogan. W rywalizacji wzięło udział trzydziestu pięciu zawodników z dziewiętnastu reprezentacji.

## Rekordy
| Rekord świata     | Morio Shigematsu (JPN) | 2:12:00   | Chiswick, Wielka Brytania | 12.06.1965 |
| Rekord mistrzostw | Siergiej Popow (SUN)   | 2:15:17,0 | Sztokholm, Szwecja        | 24.08.1958 |

## Wyniki
| Miejsce | Zawodnik               | Czas      |
| ------- | ---------------------- | --------- |
| 1       | Jim Hogan              | 2:20:04,6 |
| 2       | Aurèle Vandendriessche | 2:21:43,6 |
| 3       | Gyula Tóth             | 2:22:02,0 |
| 4       | Carlos Pérez           | 2:22:23,8 |
| 5       | Anatolij Skrypnik      | 2:23:14,8 |
| 6       | Anatolij Sucharkow     | 2:23:33,8 |
| 7       | Kalevi Ihaksi          | 2:23:38,6 |
| 8       | Pavel Kantorek         | 2:23:44,9 |
| 9       | Gioacchino de Palma    | 2:25:10,6 |
| 10      | Friedel Wiggershaus    | 2:25:11,4 |
| 11      | Maurice Peiren         | 2:25:48,2 |
| 12      | Ron Hill               | 2:26:04,8 |
| 13      | Rudolf Sałow           | 2:26:08,6 |
| 14      | Karl-Heinz Sievers     | 2:26:50,8 |
| 15      | Attila Tormási         | 2:27:51,4 |
| 16      | İsmail Akçay           | 2:28:18,8 |
| 17      | Gerhard Hönicke        | 2:29:23,0 |
| 18      | Václav Chudomel        | 2:30:34,2 |
| 19      | André Lacour           | 2:31:37,0 |
| 20      | Gerhard Lange          | 2:32:10,0 |
| 21      | Heinrich Hagen         | 2:33:26,2 |
| 22      | Hüseyin Aktaş          | 2:36:00,0 |
| 23      | Zdzisław Bogusz        | 2:37:04,8 |
| 24      | Njazi Dajçi            | 2:37:41,8 |
| 25      | Graham Taylor          | 2:38:26,0 |
| 26      | Daut Falli             | 2:46:02,0 |
| –       | Antonio Ambu           | DNF       |
| –       | Jean Aniset            | DNF       |
| –       | Franc Červan           | DNF       |
| –       | Henri Clerckx          | DNF       |
| –       | Luigi Conti            | DNF       |
| –       | James McNamara         | DNF       |
| –       | Aad Steylen            | DNF       |
| –       | József Sütő            | DNF       |
| –       | Thyge Thøgersen        | DNF       |